# Codex Eyckensis
De Codex Eyckensis is een samengesteld evangeliarium uit de 8e eeuw op basis van twee handschriften die vermoedelijk vanaf de 12e eeuw tot 1988 een convoluut vormden. De Codex Eyckensis is het oudste boek dat in België bewaard wordt. Het bevindt zich al sinds de 8e eeuw op het grondgebied van de huidige gemeente Maaseik. Het boek is waarschijnlijk vervaardigd in de abdij van Echternach.

## Beschrijving handschrift A en handschrift B

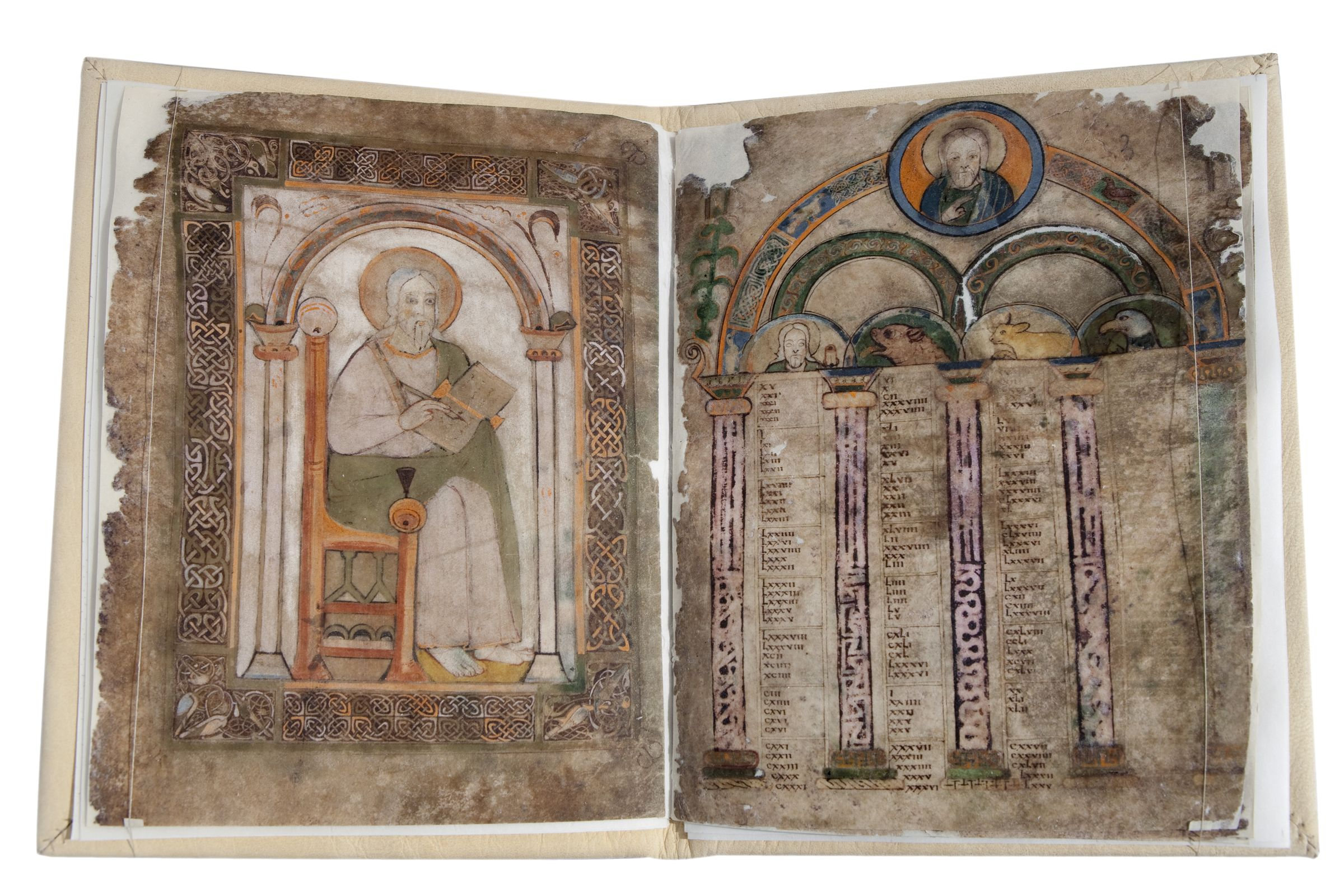
Volblad afbeelding van een Evangelist en canon tafels, uit Codex A.

De Codex Eyckensis bestaat uit twee evangeliaria en telt samen 133 perkamenten folia van 244 bij 183 mm.
Het eerste handschrift is onvolledig (Codex A). Het bestaat nog uit 5 folia, met een voorstelling van een evangelist (vermoedelijk Mattheüs) over een volledige bladspiegel en een onvolledige reeks van acht canontafels. De voorstelling van de evangelist is Italiaans-Byzantijns van stijl, duidelijk verwant met het Barberini-evangeliarium in de Vaticaanse Bibliotheek (Barberini Lat. 570 ). De lijst rond de figuur bestaat uit Angelsaksisch vlechtwerk, zoals in het Lindisfarne-evangeliarium.
De canontafels bieden een overzicht van overeenstemmende passages in de vier evangelies. Ze dienen als inhoudsopgave en register en ze ontsluiten de teksten. De canontafels van handschrift A zijn versierd met zuilen en bogen, symbolen van de 4 evangelisten en met afbeeldingen van heiligen.
Het tweede handschrift (Codex B) bevat een volledige reeks van 12 canontafels en de 4 evangelieteksten. De canontafels zijn versierd met zuilen en bogen, afbeeldingen van apostelen en symbolen van de evangelisten. De teksten van de evangelies zijn geschreven in een ronde insulaire minuskel, typisch voor de Engelse en Ierse handschriften uit de 7e en 8e eeuw, maar ook in gebruik op het Europese continent. Elke paragraaf begint met een initiaal die omcirkeld is met rode en gele stippen. De tekst is door één scribent gekopieerd.
De evangelieteksten zijn een versie van de Vulgaat door H. Hiëronymus van Stridon (347-420) gemaakt, met een aantal toevoegingen en verplaatsingen. Vergelijkbare varianten vinden we terug in het Book of Kells (Dublin, Trinity College, ms 58), het Book of Armagh (Dublin, Trinity College, ms 52) en het Evangeliarium van Echternach (Parijs, BNF, ms Lat.9389).

## Historiek (ontstaan tot 20e eeuw)

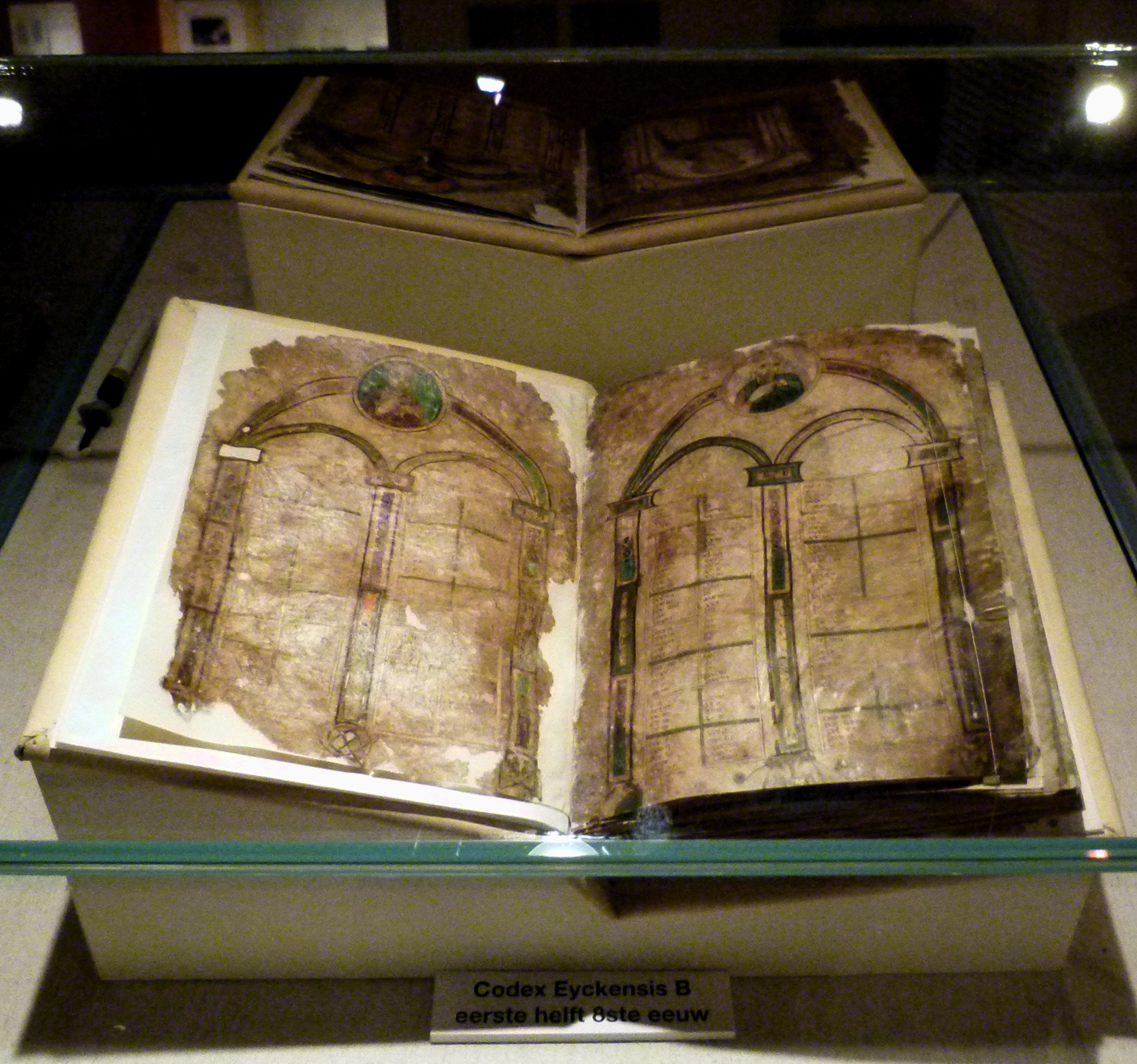
Codex Eyckensis tentoongesteld in de Sint Catharinakerk in Maaseik

De codex stamt uit de 8e eeuw en komt uit de voormalige Benedictijnerabdij van Aldeneik, ingewijd in 728. De Merovingische edelen Adalhard, heer van Denain, en zijn vrouw Grinuara, stichtten deze abdij voor hun dochters Harlindis en Relindis in “een klein en nutteloos bos” bij de Maas. Het klooster noemde men Eike, naar de bomen die er stonden. Later, door de groei van de naburige gemeente Nieuw-Eike (nu: Maaseik), kreeg deze plaats de naam Aldeneik. De H. Willibrordus wijdde Harlindis tot de eerste abdis van de religieuze gemeenschap, na haar dood wijdde de H. Bonifatius Relindis tot haar opvolgster.
De Codex Eyckensis diende er om het woord van Christus te bestuderen en te verspreiden. Men vermoedt dat de H. Willibrord beide evangeliaria van de Codex Eyckensis vanuit de abdij van Echternach meebracht naar Aldeneik.
Wellicht zijn beide boeken samen ingebonden in de 12e eeuw.
In 1571 is de abdij van Aldeneik, onder dreiging van de godsdienstoorlog, verlaten. Er leefde vanaf midden 10e eeuw geen religieuze vrouwengemeenschap meer, maar een kapittel van kanunniken. De kanunniken zochten beschutting in de omwalde stad Maaseik. De kerkschatten van Aldeneik, waaronder de Codex Eyckensis, vonden een onderkomen in de Sint-Catharinakerk.

## Auteurschap

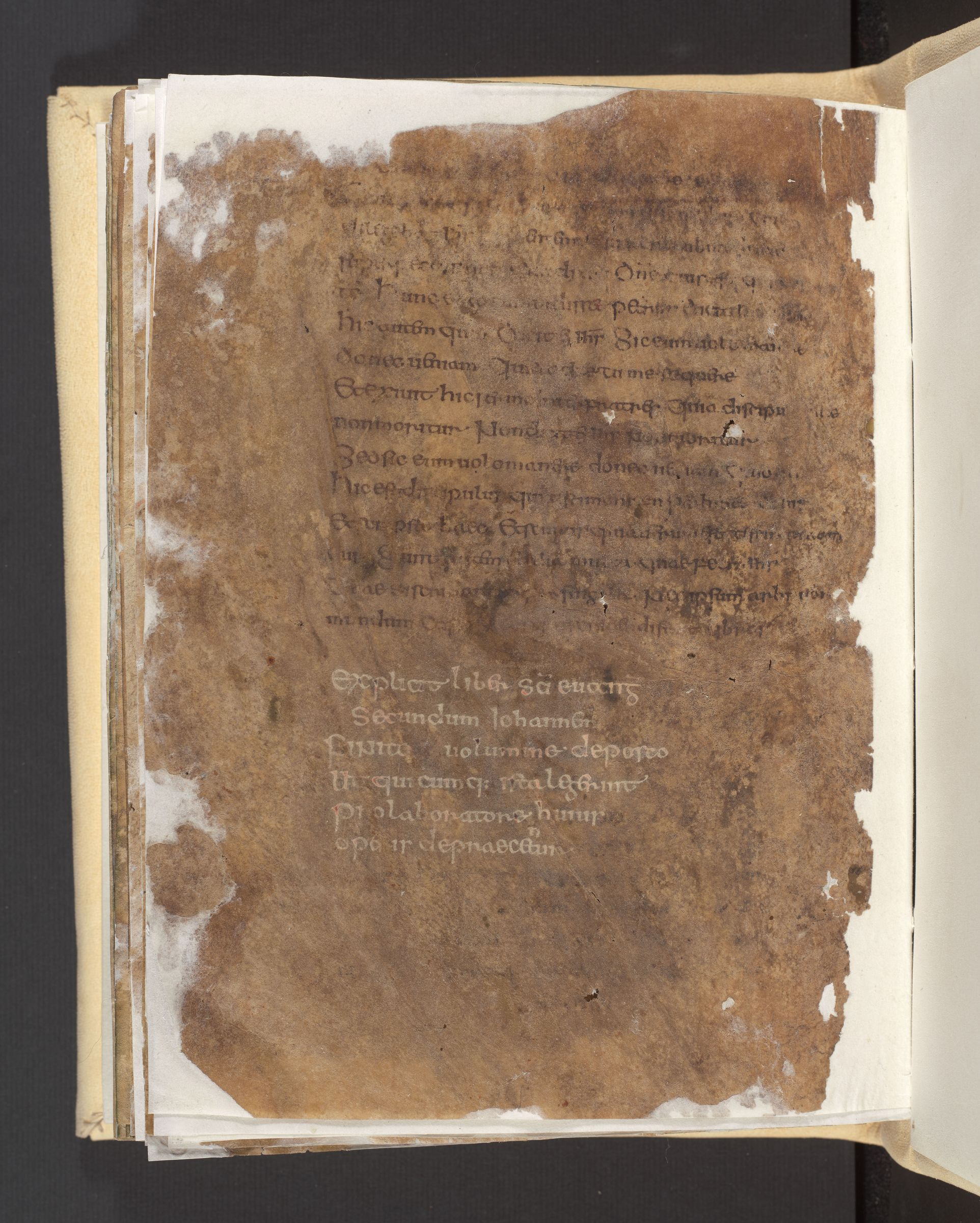
Tekst folio uit Codex B.

Men heeft lang gedacht dat de Codex Eyckensis geschreven was door Harlindis en Relindis, de eerste abdissen van de abdij van Aldeneik, die later beide heilig verklaard zijn. Hun hagiografie is in de 9e eeuw opgetekend door een geestelijke uit de omgeving. Daarin lezen we dat Harlindis en Relindis onder andere een evangeliarium hadden gemaakt. In de 9e eeuw kwam de cultus rond de relieken van de heilige vrouwen op gang en de Codex Eyckensis werd daarin vereerd als het eigenhandig werk van Harlindis en Relindis.
De laatste regels van het tweede handschrift weerleggen dit met de tekst: Finito volumine deposco ut quicumque ista legerint pro laboratore huius operis depraecentur (Nu dit boek is voltooid, vraag ik aan allen die dit lezen om te bidden voor de maker van dit werk), waarbij de mannelijke vorm laborator duidelijk maakt dat de schrijver een man was.
Vergelijkend onderzoek in 1994 door Albert Derolez (Universiteit Gent) en Nancy Netzer (Boston College) heeft uitgewezen dat zowel handschrift A als handschrift B uit dezelfde periode stammen, hoogstwaarschijnlijk afkomstig zijn uit het scriptorium van de abdij van Echternach en mogelijk door dezelfde hand vervaardigd werden.

## Restauratie
In 1957 is de Codex Eyckensis ongelukkig gerestaureerd door Karl Sievers, een restaurateur uit Düsseldorf. Hij verwijderde de rode fluwelen boekband uit de 18e eeuw en vernietigde die. Daarna kleefde hij Mipofolie op alle folia van het handschrift. Mipofolie is een film van polyvinylchloride (pvc) die extern geplastificeerd is met dioctyl phtalaat. Na verloop van tijd vormde deze folie zoutzuur dat het perkament aantastte en de folie zelf vergeelde. De transparantie en de kleur van het perkament konden veranderen en de polymeren opgelost in de folie konden in het perkament migreren en het bros maken. Sievers bond de codex vervolgens opnieuw in. Hiervoor sneed hij de randen van de folia af, waarbij fragmenten van de verluchting verloren gingen.

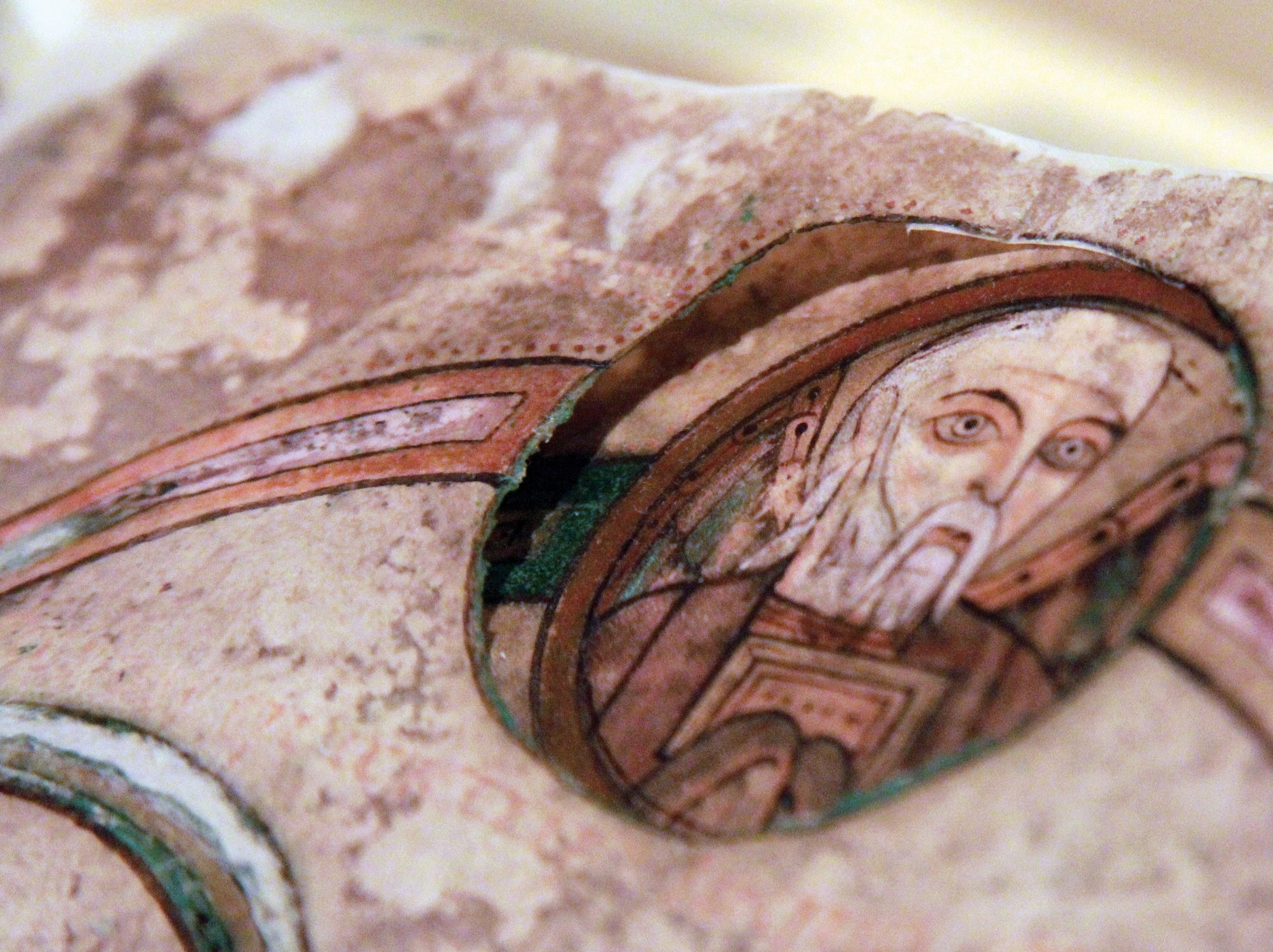
Codex Eyckensis detail uit Codex B.

Na voornoemde 'restauratie - conservatie' dacht iedereen dat de Codex Eyckensis niet meer te redden viel. Dat veranderde toen Hubert Heymans op 2 januari 1984 werd aangesteld als conservator van Musea Maaseik: hij weigerde zich neer te leggen bij deze negatieve ingesteldheid en na heel wat voorbereiding met nationale en internationale contacten gaf hij in oktober 1985 dan ook het startschot voor de redding: via een druk bijgewoonde persconferentie trok hij de aandacht op de zéér slechte bewaringstoestand van de Codex Eyckensis. Via zijn contactname met het Koninklijk Instituut voor het Kunstpatrimonium en de Koning Boudewijnstichting kon bekomen worden dat deze beide instanties de volledige conservatie en restauratie bekostigden en dit zonder enige tussenkomst van de Kerkfabriek St-Catharina of Stad Maaseik.
Tussen 1987 en 1993 kon de Mipofolie verwijderd worden en werd de codex gerestaureerd door een team van het Koninklijk Instituut voor het Kunstpatrimonium onder de leiding van de scheikundige dr. Jan Wauters. Hiervoor werd een techniek van aanvezelen met perkamentpulp ontwikkeld. Bij deze restauratie heeft men handschrift A en B opnieuw afzonderlijk ingebonden.

## Documentatie en digitalisering
De oudste fotografische documentatie van de Codex Eyckensis dateert van ca. 1916. Naar aanleiding van de restauratie werd in 1990 het manuscript in het KIK-IRPA gefotografeerd. In 1994 verscheen een facsimile.
De Codex Eyckensis is in 2015 in de Sint-Catharinakerk gedigitaliseerd door het Imaging Lab en Illuminare Leuven, het Studiecentrum voor Middeleeuwse Kunst van de KU Leuven onder de leiding van prof. Lieve Watteeuw. In samenwerking met LIBIS (KU Leuven) zijn de hoge resolutiebeelden online ter beschikking gesteld.
De Codex Eyckensis werd in 1986 beschermd als onroerend erfgoed.
In 2016 – 2017 onderzocht een team van de KU Leuven, Illuminare, Studiecentrum voor Middeleeuwse kunst (prof. Lieve Watteeuw) en het Koninklijk Instituut voor het Kunstpatrimonium (dr. Marina Van Bos) de Codex Eyckensis opnieuw.
De codex werd opgenomen in de tentoonstelling Zeldzaam & onmisbaar te Antwerpen. In 2003 werd de Codex Eyckensis erkend als topstuk van de Vlaamse Gemeenschap.

## Weblinks
- Codex Eyckensis online, beschrijving Unesco@Vlaanderen
- Codex Eyckensis online raadplegen
- Codex Eyckensis op BALaT (Belgium Art Links and Tools - KIK-IRPA)
- De Codex Eyckensis op https://www.codexeyckensis.be
- De Codex Eyckensis op Erfgoedplus
- Codex Eyckensis in Europeana
- De Codex Eyckensis begin van de 20ste eeuw: Marburg Bildarchiv, Deutsches Dokumentationszentrum für Kunstgeschichte
- De Codex Eyckensis voor en na de restauratie van de 20ste eeuw: Koninklijk Instituut voor Kunstpatrimonium
- website van Musea Maaseik
- Book Heritage Lab-KU Leuven